# Diamanti sporchi di sangue
Diamanti sporchi di sangue è un film del 1978, diretto da Fernando Di Leo.
È una sorta di remake di Milano calibro 9, ambientato a Roma. Il titolo originale della sceneggiatura non a caso era Roma calibro 9 (che poi in lavorazione divenne Diamanti rossi di sangue e definitivamente Diamanti sporchi di sangue). Oltre alla somiglianza della trama, il film ripropone Barbara Bouchet in un ruolo molto simile a quello interpretato in Milano calibro 9, anche se il film ne rovescia i presupposti, revisionando il film originale.

## Trama
Roma. Guido Mauri, insieme all'amico Marco, lavora per Rizzo, un boss della mafia. Rizzo, che avrebbe dovuto dare 40 milioni a Guido, lo manda insieme a Marco a rapinare una banca. Il colpo non riesce a causa di una chiamata anonima alla polizia. Guido, dando grande prova di amicizia, fa copertura: spara alcuni colpi contro i poliziotti mentre Marco ha il tempo per fuggire. Marco fugge ma scavalcando una finestra si rompe una gamba e rimane zoppo a vita.
Dopo 5 anni di carcere, Guido esce ed incontra la compagna Maria che lo ha aspettato. Salgono insieme su un autobus dirigendosi a casa. Due banditi di poco conto però fermano l'autobus per rubare il contenuto delle valigie. Guido, che pensa di essere stato incastrato da Rizzo perché gli doveva dare 40 milioni, e convinto ancor di più di ciò perché nella cassaforte che doveva svaligiare c'erano solo 2 milioni, pensa che questi due banditi siano stati mandati lì da Rizzo per ucciderlo. Eroicamente riesce a farli fuori ma la compagna viene ferita mortalmente.
Intanto Enzo, il figlio di Maria, che lavora in uno scalo aereo, viene spronato dalla fidanzata Lisa a organizzare un colpo per impossessarsi dei diamanti che erano arrivati all'aeroporto. Enzo ne parla con gli uomini di Rizzo che mettono in atto il colpo ma, oltre a due poliziotti e a una guardia giurata uccidono anche Enzo, considerandolo poco affidabile. I diamanti vengono raffinati ma Guido e Marco organizzano un furto a danno degli scagnozzi di Rizzo. Il tagliatore di diamanti, ferito non mortalmente, chiama Rizzo e lo informa che uno dei due era zoppicante. Gli uomini di Rizzo raggiungono quindi Marco e lo uccidono torturandolo, senza però che questi riveli dove si trova Guido né dove sono i diamanti.
Guido va da Lisa, divenuta nel frattempo amante di Tony, scagnozzo e braccio destro di Rizzo, e lo aspetta. Guido e Tony hanno uno scontro a mani libere in cui il primo ha la meglio. A questo punto Lisa confessa che a tradirlo non era stato Rizzo ma il figliastro Enzo, che si era impossessato dei suoi 10 milioni. La madre Maria lo aveva capito e per questo lo aveva cacciato di casa. Guido, comprendendo di aver sbagliato tutto, riporta i diamanti da Rizzo. Al posto di essere ucciso da un boia qualunque, Guido chiede di essere ucciso da Rizzo in persona. Rizzo, stimando Guido per il suo valore, si comporta altrettanto valorosamente e lo colpisce non mortalmente a una spalla.

## Distribuzione
Distribuito nei cinema italiani il 17 marzo 1978, il giorno dopo l'agguato di via Fani e il rapimento di Aldo Moro, il film ha incassato complessivamente 259.502.900 lire dell'epoca.